# 成就动机理论
成就动机理论（英語：Achievement Motivation Theory），是一个由美国心理学家大卫·麦克利兰（David McClelland）和约翰·威廉·阿特金森（John William Atkinson）以默瑞（H.A.murrary）提出的成就需要的理論為基礎發展而成的理論。

## 理论内容
大卫·麦克利兰（David McClelland）的成就动机理论又称三种需要理论（Three Needs Theory）。
人在不同程度上由以下三种需要来影响其行为：
- 成就需要（Need for achievement，nAch）：希望做得最好、争取成功的需要。
- 权力需要（Need for power，nPow）：不受他人控制、影响或控制他人的需要。
- 亲和需要（Need for affiliation，nAff）：建立友好亲密的人际关系的需要。

对以上三种需要分别施以不同的激励措施：
- 需要高度成就的现实主义者：及时给予其工作绩效的明确反馈信息，使其了解自己是否有所进步；为其设立具有适度挑战性的目标，避免为其设置特别容易或特别难的任务。
- 为权力需要者设立具有竞争性和体现较高地位的工作场合和情境。
- 为亲和需要者设立合作而不是竞争的工作环境。

約翰·威廉·阿特金森的成就動機理論：成就動機的合成傾向（Ta）=追求成功的傾向（Ts）-回避失敗的傾向（Taf）

## 参看
- 需求层次理论
- ERG理论
- 約翰·威廉·阿特金森